# Werner Stöcker
Werner Stöcker (* 11. November 1939 in Berleburg) ist ein deutscher Leichtathlet und Langstreckenläufer mit nationalen und internationalen Meistertiteln im Marathon- sowie Ultramarathonlauf seiner Altersklasse.

## Leben
Werner Stöcker kam 1939 drei Monate zu früh zur Welt. Er wurde als ältester Sohn des Maurers Hermann Stöcker (1912–1948) und seiner Ehefrau Erna geb. Schneider (1912–2003) in Erndtebrück geboren. Der neunjährige Werner wuchs mit seinem einjährigen Bruder Erich als Halbwaise auf, nachdem ihr Vater bereits 1948 verstarb. Mit 15 Jahren engagierte er sich sportlich in der Leichtathletik, im Skilanglauf, Sportschießen, Biathlon und Bergsteigen. Nach der Volksschule begann er 1954 im örtlichen Unternehmen Heinrich Völkel eine 3 ½-jährige Lehre als Klempner und Installateur. Mit Abschluss seiner Ausbildung wechselte er als Geselle zur Firma Gebr. Saßmannshausen in Erndtebrück, in der er nach seiner Fortbildung zum Meister bis zu seinem Renteneintritt im Jahr 2004 verantwortlich tätig war. Werner Stöcker ist verheiratet, hat drei Kinder und fünf Enkelkinder.

## Biathlon-Trainer
Werner Stöcker hat seine Begeisterung für den Wintersport als Skilangläufer und Biathlet bereits in jungen Jahren in zahlreichen Wettbewerben unter Beweis gestellt. Als Erwachsener nahm er 1961 und 1962 am bekannten Wasalauf in Schweden teil. Am 15. Mai 1983 erwarb er beim Westdeutschen Skiverband in der Nordischen Disziplin die Trainerlizenz der Klasse C und trainierte von 1983 bis 1994 mit Uwe Sachau, Stefan Hodde, Jan Wüstenfeld, Dirk Leser, Marion Bald und Christoph Knie herausragende Biathleten des VfL Bad Berleburg, zu denen auch der spätere Bobpilot René Spies gehörte.

## Sportliche Aktivitäten

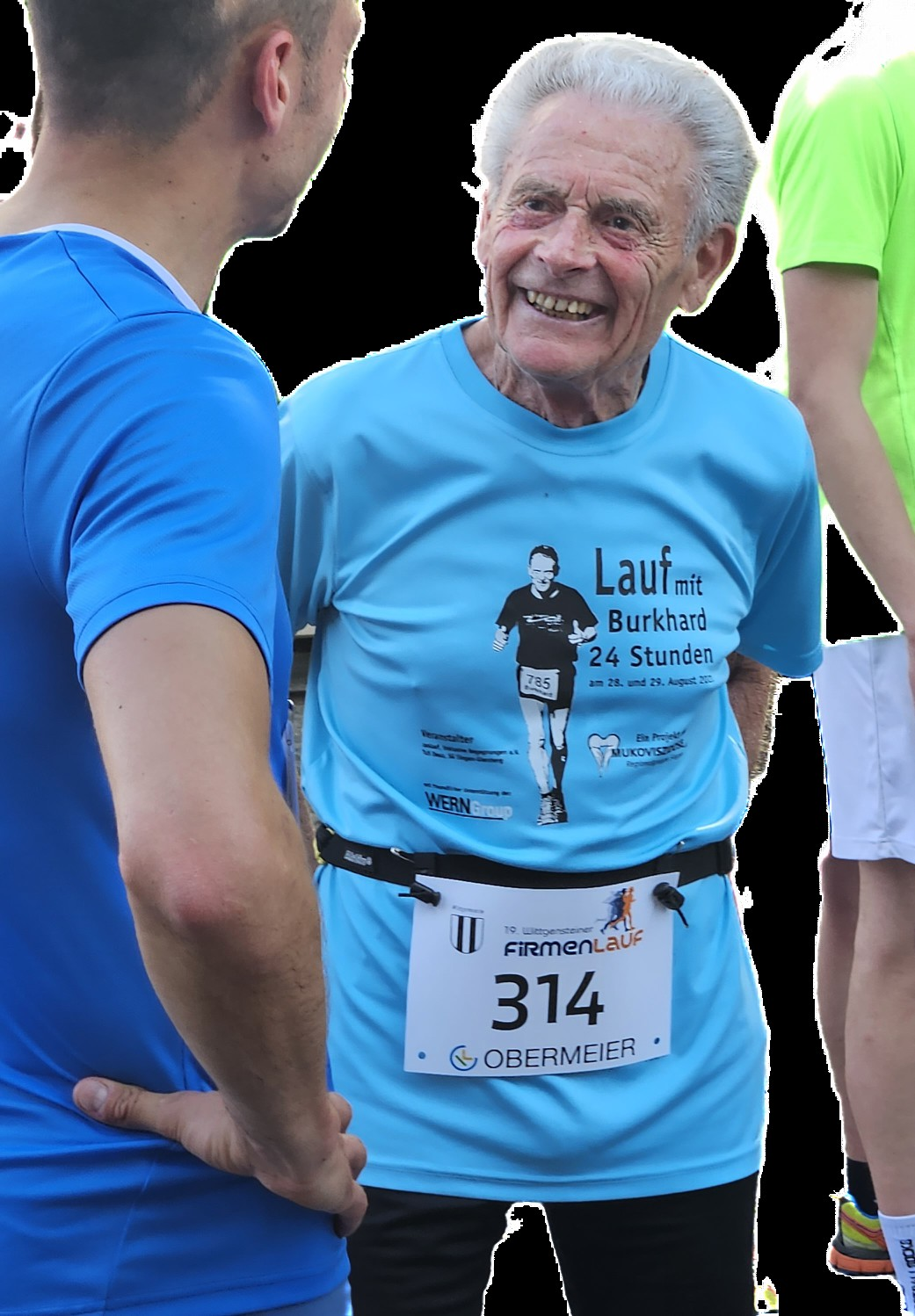
Werner Stöcker beim Firmenlauf am 18. Juni 2025 in Bad Berleburg.

Werner Stöcker gehört dem Turn- und Sportverein Erndtebrück bereits über 70 Jahre als aktives Mitglied an. Neben seinem Stammverein in Erndtebrück ist Stöcker als aktiver Sportler Mitglied des für die Leichtathletik im Wittgensteiner Land verantwortlichen Vereins LG Wittgenstein, für den er bei renommierten Wettbewerben regelmäßig startet. Inzwischen hat er in der Summe seiner zurückgelegten Strecken im Laufen und Skilanglauf mit über 100 000 Kilometern mehr als zweieinhalbmal die Erde umrundet.
Nach seinem Rentenbeginn steigerte Stöcker seine sportliche Ausdauer als Bergwanderer und Leichtathlet und nahm nach ersten Trainingsläufen sehr erfolgreich an einer Vielzahl von Veranstaltungen und Wettbewerben auf regionaler, nationaler und internationaler Ebene teil. Zu seinem 70. Geburtstag unternahm er mit seiner Ehefrau eine Trekking-Tour durch den Himalaya und bestieg den Gipfel des 6189 Meter hohen Island Peak.
Mit seinen sportlichen Aktivitäten trägt Werner Stöcker den Erkenntnissen des Seniorensports Rechnung, dass bereits ab einem Alter von 35 Jahren ein Rückgang motorischer Fähigkeiten stattfindet, insbesondere ein Abbau der Muskulatur. Stöcker hat seinen Körperfettanteil optimiert (1,66 m/58 kg) und führt einen insgesamt gesunden Lebensstil. Er läuft im Durchschnitt 1700 km im Jahr. Seine genetische Veranlagung und sein Lauftraining bewirkten, dass er bisher nie ernsthaft erkrankte. Stöckers Erfahrungen bei Laufwettbewerben brachten ihm die Erkenntnis, dass er bei Langstrecken fast keinerlei feste Nahrung konsumiere und sich beim Trinken meist auf Tee beschränke, um Magenunverträglichkeiten vorzubeugen. Werner Stöcker zeigte sich fest davon überzeugt, dass seine sportliche Fitness auch seine geistige begünstigt sowie sein hohes Lebensalter gefördert habe. Auch sei er durch seinen Ausdauersport bisher vor den typischen Alterskrankheiten wie Herz-Kreislauferkrankungen, Fettleibigkeit, Osteoporose, aber auch Demenz bewahrt worden. Daneben genieße er neben seinen sportlichen Erfolgen auch die Vielzahl der sozialen Kontakte und Begegnungen.  Am Beispiel Stöckers zeigt sich, dass Seniorensport nicht nur die Gesundheit fördert, sondern auch positive psychologische Nebeneffekte haben kann. Stöckers Medienpräsenz aufgrund seiner sportlichen Erfolge im hohen Alter, einhergehend mit seiner stabilen Gesundheit, machen ihn für Wissenschaftler der Gerontologie und der Geriatrie interessant.
Mit 71 Jahren startete Werner Stöcker im April 2011 seinen ersten Marathonlauf in Messina und gewann direkt in seiner Altersklasse den Wettbewerb auf Sizilien.
Im Juli 2011 nahm Stöcker an den World Masters Athletics Championships, an  der Leichtathletik-Senioren-WM ab 35 Jahren in Sacramento/USA teil und belegte dort beim Marathonlauf seiner Altersklasse den dritten Platz. Seit diesen ersten Erfolgen wurde Werner Stöcker mehrfach Deutscher Meister und auch Weltmeister in seiner Altersklasse bei den Disziplinen Marathon, Ultramarathon sowie bei 24-Stundenläufen. Die Deutsche Ultramarathon-Vereinigung listete Werner Stöcker im Jahr 2025 mit bisher 22 Ergebnissen als mehrfachen Deutschen Rekordhalter der Seniorenklassen M80  sowie M85 und kürte ihn auch zum Sportler des Jahres 2020.
Beim III. Ultralauffestival 24 h MW in Bottrop trat Werner Stöcker 2018 im offenen Lauf Einzel (130 Teilnehmer) an und erreichte Platz 33. Damit ließ er 97 Läufer, darunter zwanzig- und dreißigjährige Sportler, hinter sich. In seiner damaligen Altersklasse M75 belegte er den ersten Platz.
Am 14. Dezember 2021 wurde Stöcker für die Jahre 2019 und 2020 bereits zum zehnten Mal als Erndtebrücker Sportler des Jahres und mit einem Eintrag in das Goldene Buch der Gemeinde geehrt. Auch in den Jahren 2021 und 2022 wählte der Gemeindesportverband den Ausnahmeathleten wieder zum Sportler des Jahres.
Im Februar 2025 wurde Werner Stöcker auf der Ultra-Strecke 50 km Deutscher Meister M85 in 5:21:27 Stunden. Damit verbesserte er seinen Kreisrekord aus dem letzten Jahr. Seine Zeit bedeutete aber auch Westfalenrekord, Deutscher Rekord, Europarekord und Weltrekord. Stöcker unterbot einen siebenjährigen Weltrekord um mehr als 1,5 Stunden. Den bisherigen Weltrekord in der Altersklasse M85 hielt der Brite Geoffrey Oliver (1933–2022), den dieser bereits 2018 im Londoner Stadtteil Tooting Bec mit 7:02:10 Stunden aufstellte.
Im 6-Stunden-Lauf des SKV Mörfelden am 6. April 2025 erreichte Werner Stöcker mit 53,767 Kilometern in seiner Altersklasse M85 den ersten Platz. Damit übertraf er den Deutschen Rekord, aber auch den Weltrekord M85 des Luxemburgers Josef Mathias Simon (* 1933), den dieser mit bisher 48,558 km am 15. September 2018 in Steyr/Österreich aufstellte.
Einen seiner jüngsten Erfolge errang er beim 24-Stundenlauf in Gotha am 7. und 8. Juni 2025. Werner Stöcker lief in seiner Altersklasse M85 in 24 Stunden insgesamt 142 Kilometer. Damit hält er gegenwärtig den Kreis- und Westfalenrekord, den Deutschen Rekord M85 (bisher gehalten bei 108 km von Horst Feiler, LG Nienburg am 17. Juni 2007) aber auch den Europarekord M85 (bisher gehalten bei 113 km von Valerie Pucicanti/Frankreich am 16. September 2007) und den Weltrekord M 85, der bisher bei 124 km lag, gehalten von Geoffrey Oliver /England am 23. September 2018. Mit seiner Leistung verbesserte der Wittgensteiner Leichtathlet den bisherigen Weltrekord M85 im 24-Stunden-Lauf um mehr als sieben Kilometer.

## Alterskorrigierte Leistungen am Beispiel Stöcker (M85)
Statistische Untersuchungen mit Altersklassen- und Jahrgangsrekorden zeigen, dass sich ein Läufer im Alter von 23 bis 35 Jahren auf dem Höhepunkt seiner körperlichen Leistungsfähigkeit befindet. Ist der Athlet jünger, hat er aus biologischen Gründen noch nicht seine Leistungsfähigkeit erreicht; jenseits der 35 nimmt die Leistung zunächst langsam, mit zunehmenden Alter schneller ab. Um Leistungen über Altersklassen hinaus vergleichen zu können, hat die internationale Organisation "World Master Athletics" den sportlichen Leistungsverlauf mathematisch modelliert und einen Altersfaktor ermittelt, der nach Alter, Geschlecht und Disziplin in Tabellen publiziert wurde. An der Umrechnungsformel der "WMA", bei der z. B. die 24-Stunden-Laufleistung mit Berücksichtigung des Alters ins Verhältnis zu einer theoretischen Hauptklassezeit gesetzt wird, orientiert sich auch die Deutsche Ultramarathon-Vereinigung. In ihren Tabellen trägt sie regelmäßig die tatsächliche Laufleistung der Sportler ein und rechnet sie zusätzlich altersgemäß um, um eine Vergleichbarkeit zu Spitzensportlern der Hauptklasse darzustellen. Hiernach erzielte Werner Stöcker beim 24-Stunden-Lauf in Gotha 2025 (tatsächlich 142 km) mit errechneten 261,189 km eine größere Strecke als der Deutsche Meister 2025, Norman Mascher-Aspensjö (* 1980), der dort 243,247 km zurücklegte. Mit seiner Leistung läge Stöcker auch vor dem fünffachen Deutschen Meister Florian Reus (* 1984), der 2022 die Deutsche Meisterschaft mit 253,849 km gewann.

## Marathonläufe (Auswahl)
| Jahr    | Veranstaltung        | Zeit    | AK  | Platz |
| ------- | -------------------- | ------- | --- | ----- |
| 2011    | Messina-Marathon     | 3:57:13 | M65 | 1     |
| 2011    | WMAC Sacramento      | 3:44:28 | M70 | 3     |
| 2012    | Vienna City Marathon | 3:47:49 | M70 | 1     |
| 2012    | München-Marathon     | 3:34:00 | M70 | 1     |
| 2014    | München Marathon     | 3:37:02 | M75 | 2     |
| 2015    | Dubai-Marathon       | 3:32:14 | M75 | 1     |
| 2016    | Frankfurt-Marathon   | 3:38:35 | M75 | 1     |
| 2016    | Jungfrau-Marathon    | 5:15:54 | M75 | 3     |
| 2017    | Frankfurt-Marathon   | 3:39:43 | M75 | 1     |
| 2018    | Düsseldorf-Marathon  | 3:47:23 | M75 | 3     |
| 2022    | Valencia-Marathon    | 4:11:10 | M80 | 1     |
| 2024    | Berlin-Marathon      | 4:11:19 | M80 | 1     |
| Quelle: |                      |         |     |       |

## Ultramarathonläufe (Auswahl)
| Jahr    | Veranstaltung                                                         |  | Strecke    | Zeit     | AK  | Platz |
| ------- | --------------------------------------------------------------------- |  | ---------- | -------- | --- | ----- |
| 2009    | Advent-Inferno, 24-Stunden-Lauf Bad Berleburg                         |  | 141,440 km |          | M70 | 1     |
| 2011    | Eis Age, 24-Stunden-Lauf Bad Berleburg                                |  | 131,689 km |          | M70 | 1     |
| 2013    | Monschau-Ultramarathon 56 km                                          |  |            | 5:34:26  | M70 | 1     |
| 2017    | 6-Stunden-Lauf Münster 50 km                                          |  |            | 4:40:22  | M75 | 1     |
| 2018    | Maintal-Ultratrail (DM) 64 km                                         |  |            | 8:25:50  | M75 | 1     |
| 2018    | Bottroper Ultralauf Festival 24 h                                     |  | 156,687 km |          | M75 | 1     |
| 2019    | 50 km-Ultramarathon Rodgau                                            |  |            | 5:11:59  | M80 | 1     |
| 2019    | 6-Stunden-Lauf des SK Mörfelden                                       |  | 58,661 km  |          | M80 | 1     |
| 2019    | 100 km-Lauf Kandel                                                    |  |            | 12:14:53 | M80 | 1     |
| 2020    | 50 km-Marburger Lahntallauf                                           |  |            | 5:35:52  | M80 | 1     |
| 2021    | 100 km-Challenge DUW Meisterschaft                                    |  |            | 12:06:59 | M80 | 1     |
| 2022    | HaWei50 - 50 km-Ultralauf rund um den Hardtsee                        |  |            | 5:19:32  | M80 | 1     |
| 2022    | 100 km Berlin-Bernau, WMA 100 km WC                                   |  |            | 12:52:29 | M80 | 1     |
| 2023    | HaWei 100, 100 km-Ultralauf rund um den Hardtsee DM in Ubstadt-Weiher |  |            | 12:28:04 | M80 | 1     |
| 2023    | Sri Chinmoy 12 h-Lauf Basel                                           |  | 79,989 km  |          | M80 | 1     |
| 2024    | 50 km-Ultramarathon Rodgau                                            |  |            | 5:23:23  | M85 | 1     |
| 2024    | 6-Stunden-Lauf SKV Mörfelden                                          |  | 52,278 km  |          | M85 | 1     |
| 2025    | HaWei 50, 50 km-Ultralauf rund um den Hardtsee                        |  |            | 5:21:27  | M85 | 1     |
| 2025    | 6-Stunden-Lauf SKV Mörfelden                                          |  | 53,767 km  |          | M85 | 1     |
| 2025    | 24 h von Gotha, DM                                                    |  | 142,045 km |          | M85 | 1     |
| Quelle: |                                                                       |  |            |          |     |       |

## Triathlonstaffel
Für eine Weltpremiere in der Challenge Roth sorgte im Jahr 2024 eine 80plus-Staffel bei diesem renommierten Langstreckenwettbewerb in Bayern. Die Mannschaft, bestehend aus Joachim Hintze (3,86 km Schwimmen), Paul Thelen (180,2 km Radfahren) und Werner Stöcker (42,195 km Laufen) meldete sich erstmals für diesen Wettbewerb im Triathlon an und absolvierte ihn erfolgreich. Hinter der ältesten Mannschaft des Wettbewerbs kamen 28 jüngere Staffelteams ins Ziel. Neben dieser sportlichen Höchstleistung in einer Seniorenklasse über 226 km hatte ihre Teilnahme auch einen karitativen Zweck. Das Staffelteam startete in Roth für ein Hörgeräte-Unternehmen, das aus diesem Anlass zusammen mit der vom Extremsportler Hubert Schwarz und seiner Ehefrau gegründeten Stiftung einen fünfstelligen Förderbeitrag für Menschen mit Hörbehinderung an die Regens-Wagner-Stiftungen in Zell spendete. Gleichzeitig riefen die drei Sportler im Rahmen ihres Projekts zu weiteren Spenden an die Hubert & Renate Schwarz-Stiftung auf. Werner Stöcker trat am 6. Juli 2025  erneut erfolgreich mit seiner Mannschaft beim Triathlon in Roth an. Diesmal traten 258 Triathlonstaffeln an. Werner Stöcker lief die abschließende Marathonstrecke in 4:26:35. Mit Platz 228 ließ die Staffel der ältesten Triathleten (Hintze, Thelen, Stöcker) 30 deutlich jüngere Teams hinter sich. Die DUV formulierte in ihrer Fachzeitschrift ULTRAMARATHON (UM 2/2025) am 19. Juni 2025 bereits auf der Titelseite: "Werner Stöcker – Eine Inspiration"

## Ehrungen
- 2020 Gemeinde Erndtebrück, zum zehnten Mal Sportler des Jahres. Eintrag ins Goldene Buch.[46]
- 2020 Deutsche Ultramarathon-Vereinigung e.V., Seniorensportler des Jahres 2019.[47]
- 2021 Gemeinde Erndtebrück, Sportler des Jahres.
- 2021 Deutsche Ultramarathon-Vereinigung e.V. Seniorensportler des Jahres 2020.[48]
- 2022 Gemeinde Erndtebrück, Sportler des Jahres.
- 2023 Gemeinde Erndtebrück, Sportler des Jahres.
- 2024 Gemeinde Erndtebrück, Ehrensportler des Jahres.
- 2024 LG Wittgenstein, Seniorensportler des Jahres.[49]
- 2025 Gemeinde Erndtebrück, Ehrensportler (Leichtathletik) des Jahres. (Gewinner des Berlin-Marathons in seiner Altersklasse M80).[50]